# Eoasthena mesosterea
Eoasthena mesosterea är en fjärilsart som beskrevs av Louis Beethoven Prout 1934. Eoasthena mesosterea ingår i släktet Eoasthena och familjen mätare. Inga underarter finns listade i Catalogue of Life.